# Bracca lucida
Bracca lucida är en fjärilsart som beskrevs av Swinhoe 1902. Bracca lucida ingår i släktet Bracca och familjen mätare. Inga underarter finns listade i Catalogue of Life.